# Rocco Marconi
Rocco Marconi (Venezia, 1480-1490 – prima del 13 maggio 1529) è stato un pittore italiano, documentato a Venezia dal 1504 al 1529.

## Biografia

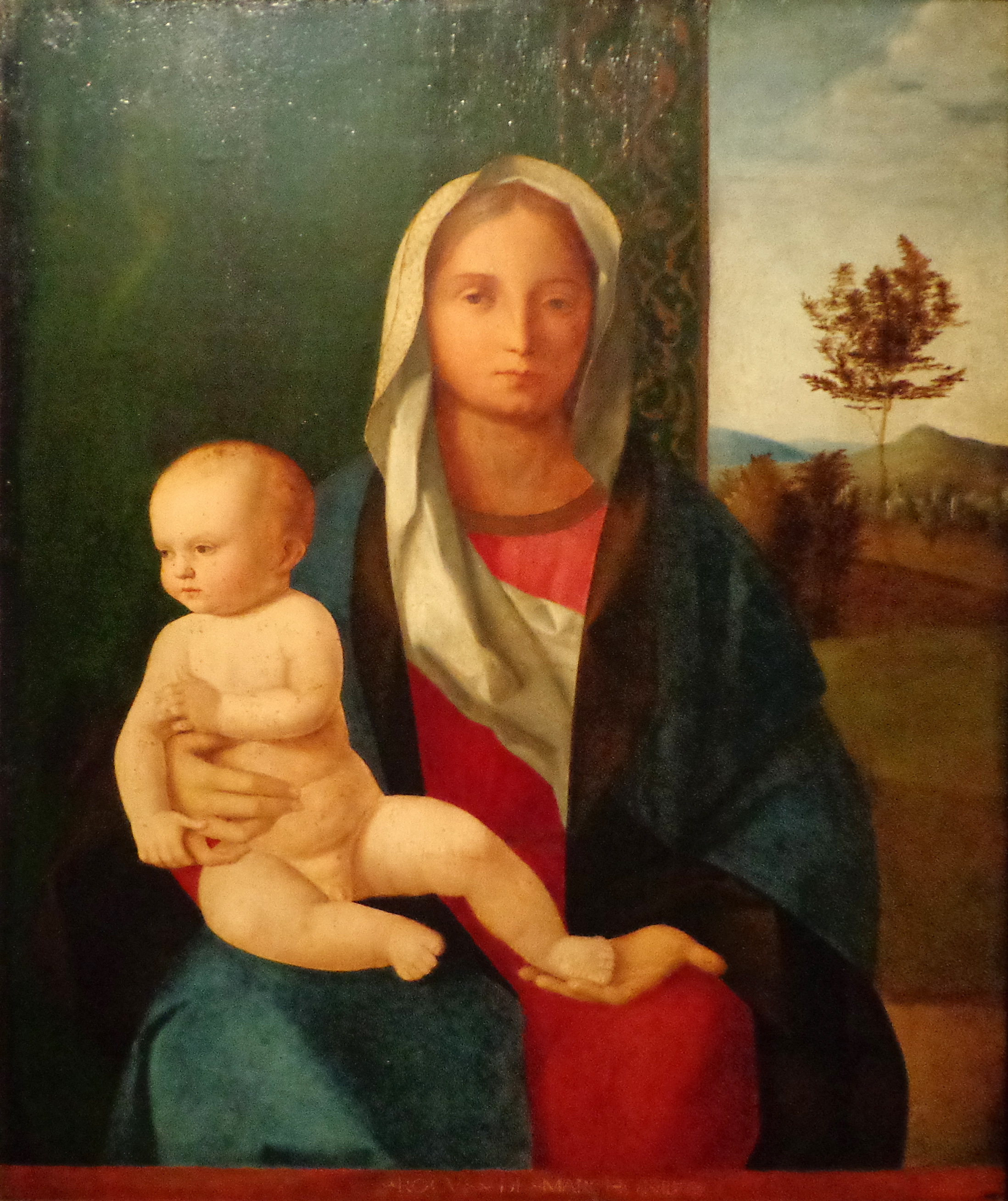
Vergine e Bambino, Museo di Belle Arti, Strasburgo

Il primo documento che lo cita è del 1504 quando compare come testimone in un atto notarile, mentre del 18 ottobre 1511 è citato nel testamento della moglie, probabilmente prossima al parto: 
Nel 1515 firmò un lavoro a Treviso sottoscrivendosi come : “magister Rochus de Marconibus q. ser Philippi, civis venetus et pictor”. Questo indicherebbe la sua nascita a Venezia da una famiglia di provenienza bergamasca, che il padre si chiamava Filippo mentre non è dato conoscere quello il nome materno. Il cognome Marconi presente a Venezia tra la fine del Quattrocento e il Cinquecento hanno tutti provenienza bergamasca. L'artista si unì due volte in matrimonio, la prima moglie Sebastiana morì prima del 1517 quando risulta coniugato con Gasparina di Alvise de Moris, la quale fece un'assicurazione sui beni il 13 maggio 1529 dichiarandosi vedova.
Il Marconi risulta che fu eletto sindaco dell'Arte dei Depentori nel 1517 e nel 1526 appartenente alla confraternita della Scuola di Sant'Anna.

## Opere
Nelle prime opere fu continuatore di Giovanni Bellini, come nella Madonna ora al Museo di Wroclaw e nella Madonna del Museo di Belle Arti di Strasburgo; successivamente subì l'influsso di Jacopo Palma il Vecchio, con il quale collaborò, e di Tiziano. Tra le opere di questa seconda fase si ricordano:

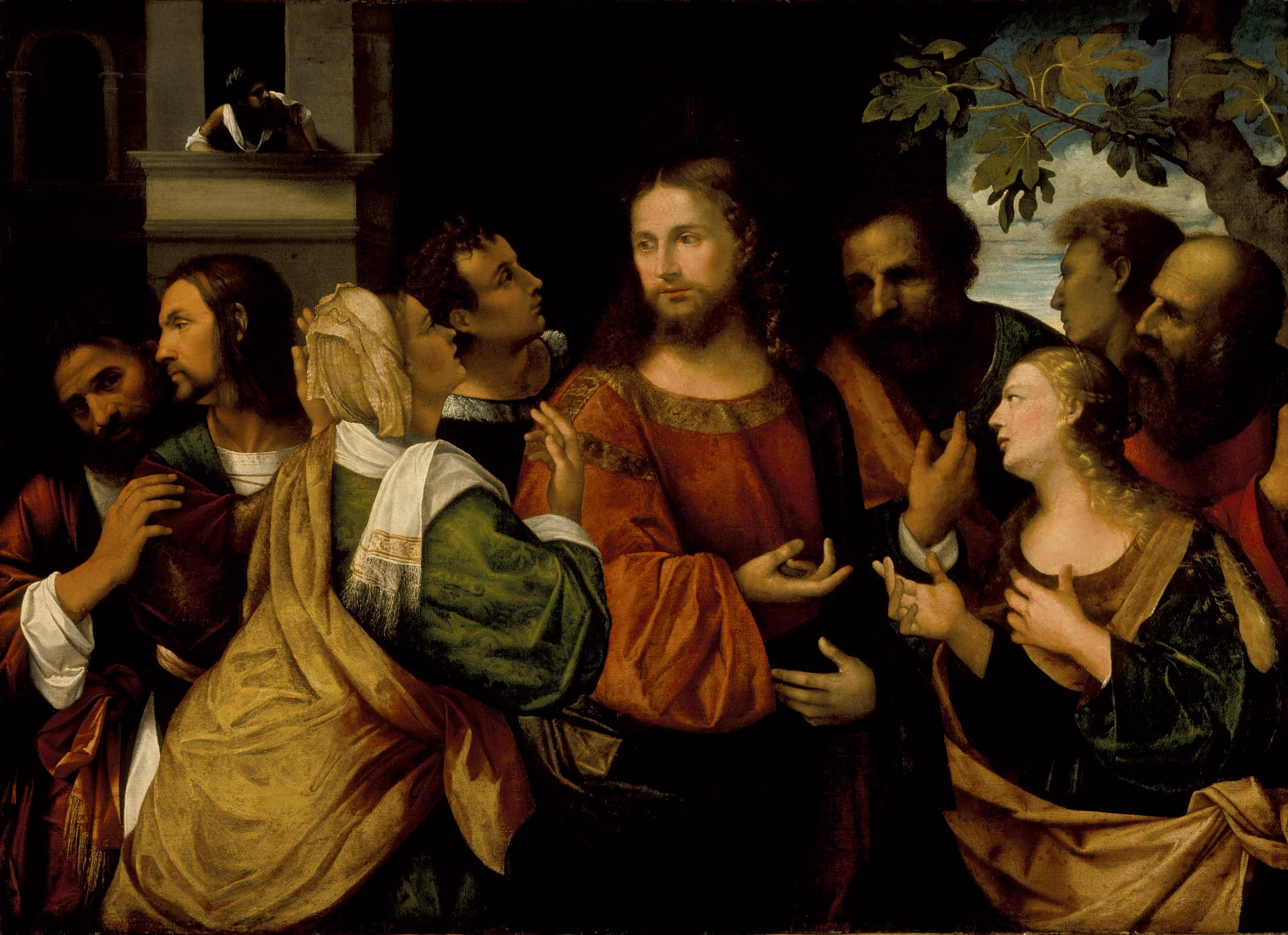
Cristo e le donne di Canaan, County Museum of Art, Los Angeles

- Cristo e le donne di Canaan, County Museum of Art, Los Angeles
- Cristo e la Samaritana, Gallerie dell'Accademia, Venezia
- Cristo e la Samaritana, Museo di Coral Gables
- San Giovanni Battista tra i santi Pietro, Paolo, Marco e Girolamo, chiesa di San Cassiano, Venezia.

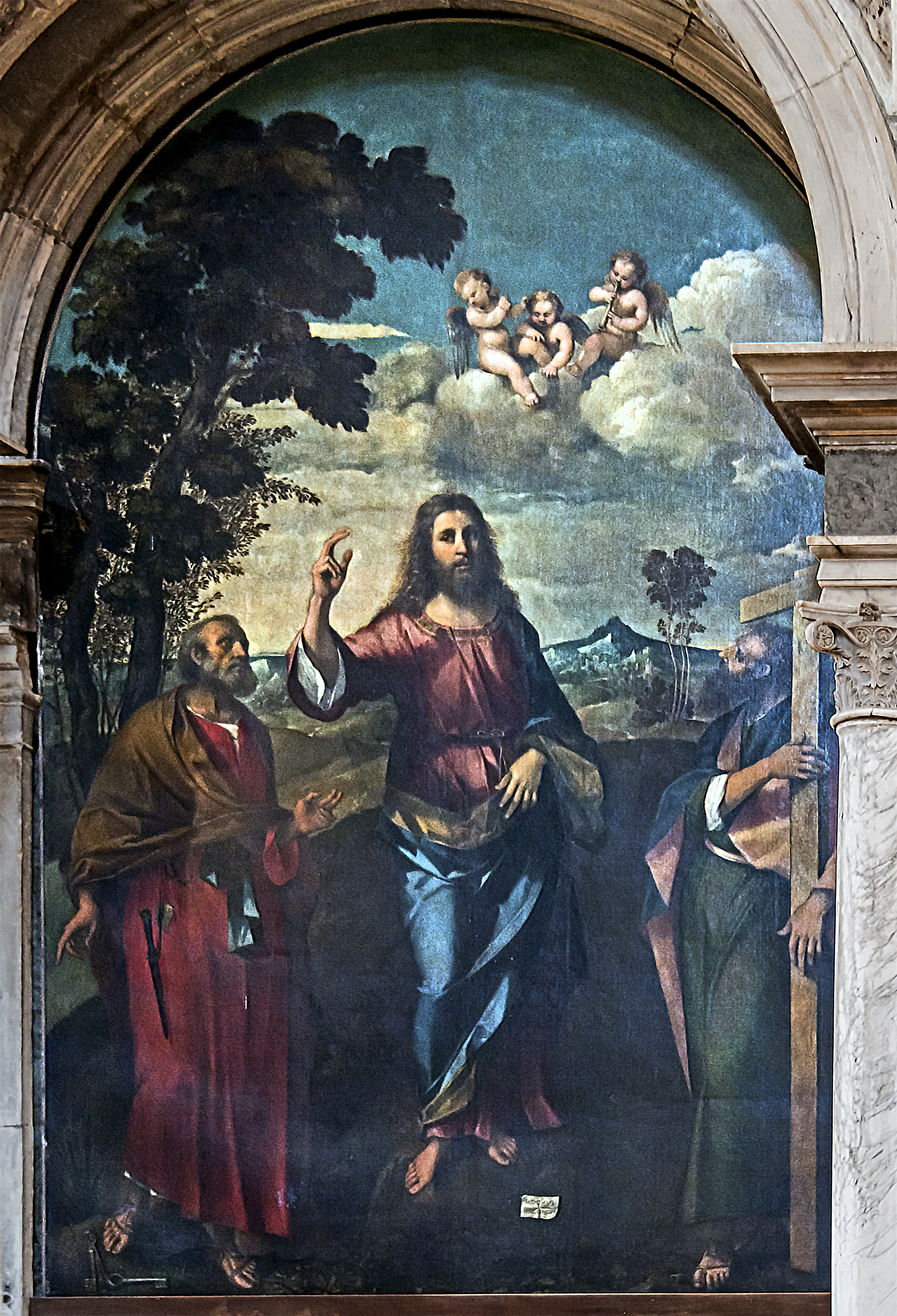
Cristo tra San Pietro e Sant'Andrea, Basilica dei Santi Giovanni e Paolo, Venezia

- Cristo tra San Pietro e Sant'Andrea, Basilica dei Santi Giovanni e Paolo, Venezia
- Cristo presso Marta e Maria, Ermitage, San Pietroburgo
- Cristo e l'adultera, Lowe Art Museum, Miami
- Cristo e l'adultera, Gallerie dell'Accademia di Venezia